# Tremnitz
Tremnitz ist ein Ort des Ortsteils Cossengrün/Hohndorf/Schönbach der Stadt Greiz im Landkreis Greiz in Thüringen. Er gehörte wie sein einstiger Ortsteil Pansdorf bis 1952 zu Sachsen. Im Gegensatz zur benachbarten Stadt Elsterberg wechselte er 1992 nicht zurück nach Sachsen, sondern verblieb bei Thüringen. Tremnitz mit seinem Ortsteil Pansdorf wurde am 22. Januar 1994 nach Hohndorf eingemeindet, mit dem es am 1. Juli 1999 zur Gemeinde Vogtländisches Oberland kam. Seit der Auflösung der Gemeinde Vogtländisches Oberland am 31. Dezember 2012 bilden die der Stadt Greiz angegliederten Ortsteile die Ortschaft Cossengrün/Hohndorf/Schönbach.

## Geographie

### Geographische Lage und Verkehr
Tremnitz befindet sich im südwestlichen Stadtgebiet von Greiz an der thüringisch-sächsischen Landesgrenze, welche den Ort im Osten tangiert. Der durch den Ort fließende Tremnitzbach mündet im sächsischen Elsterberg in die Weiße Elster. Nördlich des Orts befindet sich der Speicher Tremnitz im Osten des Naturraumes Vogtland (Übergang des Südostthüringer Schiefergebirges in das  Mittelvogtländische Kuppenland). Tremnitz liegt seit 1952 im thüringischen Teil des Vogtlands, davor gehörte der Ort zum sächsischen Teil des historischen Vogtlands.
Tremnitz liegt an zwei Kreisstraßen, der 203 und 512. Die Flur ist kupiert und waldreich.

### Nachbarorte
|          | Moschwitz (Hauptort)                        | Moschwitz (Weiler Bucka)                    |
| Pansdorf | Kompassrose, die auf Nachbargemeinden zeigt |                                             |
|          | Hohndorf                                    | Elsterberg mit Hohengrün, Noßwitz (Sachsen) |

## Geschichte
Die urkundliche Ersterwähnung des Platzdorfs erfolgte am 19. August 1300. Im Jahr 1434 wurde der Ort als „Trebenicz“ genannt. Er gehörte ursprünglich zur Herrschaft Elsterberg, die als Folge des Vogtländischen Krieges von 1354–57 von den Lobdeburgern unter die Lehenshoheit der Wettiner kam und im 16. Jahrhundert in das kursächsische Amt Plauen eingegliedert wurde. Bezüglich der Grundherrschaft gehörte Tremnitz bis ins 19. Jahrhundert zum Rittergut Kleingera. Tremnitz lag bis 1856 im kursächsischen bzw. königlich-sächsischen Amt Plauen. Gemeinsam mit dem Nachbarort Pansdorf war der Ort von drei Seiten von reußischen Orten umgeben. 1856 wurde Tremnitz dem Gerichtsamt Elsterberg und 1875 der Amtshauptmannschaft Plauen angegliedert.
Durch die zweite Kreisreform in der DDR wurde die bisher sächsische Gemeinde Tremnitz gemeinsam mit ihren bisher ebenfalls sächsischen Nachbarorten Pansdorf, Noßwitz, Elsterberg, Görschnitz und Cunsdorf im Jahr 1952 dem Kreis Greiz im Bezirk Gera angegliedert. Am 1. Juli 1958 erfolgte die Eingemeindung von Pansdorf nach Tremnitz. Kirchlich gehörte der Ort seit jeher zu Hohndorf.
Die Gemeinde Tremnitz mit ihrem Ortsteil Pansdorf kam im Jahr 1990 zum thüringischen Landkreis Greiz. Im Gegensatz zu den Nachbarorten Elsterberg (mit Noßwitz), Görschnitz und Cunsdorf, die auf Grundlage zweier Staatsverträge zwischen Thüringen und Sachsen am 1. April 1992 bzw. am 31. Juli 1994 zum sächsischen Landkreis Plauen wechselten, verblieben Tremnitz und Pansdorf beim thüringischen Landkreis Greiz, obwohl die beiden Orte aufgrund ihrer früheren Zugehörigkeit zu Sachsen auch eine Möglichkeit zur Rückkehr nach Sachsen gehabt hätten.
Die Gemeinde Tremnitz mit ihrem Ortsteil Pansdorf wurde am 22. Januar 1994 nach Hohndorf eingemeindet. Dieses vereinigte sich am 1. Januar 1999 mit fünf weiteren Gemeinden zur Gemeinde Vogtländisches Oberland. Durch deren Auflösung wurde Tremnitz am 31. Dezember 2012 in die Stadt Greiz eingegliedert. Gemeinsam mit den sieben anderen der Stadt Greiz angegliederten Orten des Vogtländischen Oberlandes bildet Tremnitz seitdem den Greizer Ortsteil Cossengrün/Hohndorf/Schönbach.